# Syracuse (Indiana)
Syracuse è una città degli Stati Uniti d'America situato nella contea di Kosciusko nello Stato dell'Indiana. La popolazione al 2010 era di 2 810 abitanti.

## Storia
Syracuse è stata progettata nel 1837. Probabilmente prende il nome dalla città di Syracuse nello Stato di New York. L'ufficio postale di Syracuse è stato creato nel 1837.

## Geografia fisica
Secondo lo United States Census Bureau, ha un'area totale di 5,59 km² (2,16 mi²), di cui 0,96 km² (0,37 mi²) di acque interne.

## Società

### Evoluzione demografica
Secondo il censimento del 2010 nella città vivevano 2 810 persone.

### Etnie e minoranze straniere
Secondo il censimento del 2010, la composizione etnica della città era formata dal 95,7% di bianchi, lo 0,6% di afroamericani, lo 0,1% di nativi americani, lo 0,7% di asiatici, l'1,6% di altre razze, e l'1,3% di due o più etnie. Ispanici o latinos di qualunque razza erano il 5,2% della popolazione.